# Steven Paulle
Steven Paulle (sinh ngày 10 tháng 2 năm 1986 ở Cannes) là một cầu thủ bóng đá người Pháp thi đấu cho PSM Makassar ở vị trí trung vệ.

## Sự nghiệp
Paulle từng thi đấu cho câu lạc bộ quê nhà Cannes có hơn 100 lần ra sân trước khi đến Dijon.

## Danh hiệu
Dijon
- Á quân Ligue 2: 2015–16